# Chen Ying (bádminton)
Chen Ying (en chino: 陳穎; 1 de diciembre de 1971) es una deportista china que compitió en bádminton, en la modalidad de dobles.
Ganó una medalla de plata en el Campeonato Mundial de Bádminton de 1993. Participó en los Juegos Olímpicos de Atlanta 1996, ocupando el quinto lugar en la prueba de dobles.

## Palmarés internacional
| Campeonato Mundial | Campeonato Mundial       | Campeonato Mundial | Campeonato Mundial |
| Año                | Lugar                    | Medalla            | Prueba             |
| ------------------ | ------------------------ | ------------------ | ------------------ |
| 1993               | Birmingham (Reino Unido) | Medalla de plata   | Dobles             |